# Crucificação (Margkazinis)
A Crucificação é uma pintura criada por Georgio Markazini. Markazini foi um pintor grego da ilha de Creta. Migrou para Veneza. Ele foi ativo durante a metade do século XVII. Duas obras do pintor sobreviveram. A crucificação era um assunto muito popular entre os pintores cretenses. Andreas Pavias, Emmanuel Lambardos e Teófanes, o Cretense, criaram uma crucificação de estilo semelhante. Os pintores cretenses frequentemente influenciavam uns aos outros.